# Gastrophrynoides
Gastrophrynoides es un género de ranas de la familia Microhylidae. Se distribuyen por la península malaya y Borneo.

## Especies
Se reconocen las dos siguientes según ASW:
- Gastrophrynoides borneensis (Boulenger, 1897)
- Gastrophrynoides immaculatus Chan, Grismer, Norhayati & Daicus, 2009